# Nationaal park Awash
Het nationaal park Awash bevindt zich in het noordelijke gedeelte van de Grote Riftvallei in Ethiopië. Het ligt 195 kilometer ten oosten van Addis Abeba.
Het is in 1966 als eerste nationale park van Ethiopië opgezet, ter bescherming van de 81 soorten zoogdieren (waaronder de beisa-oryx, groene meerkat, koedoe, knobbelzwijn en dikdik) en 453 soorten vogels die er voorkomen. Het park heeft een oppervlakte van 756 vierkante kilometer en bevindt zich op een hoogte tussen de 750 en 2007 meter (Fantalleberg) boven zeeniveau.